# Elvedina Muzaferija
Elvedina Muzaferija (ur. 20 sierpnia 1999 w Visoko) – bośniacka narciarka alpejska, uczestniczka igrzysk olimpijskich (2018),
W 2016 roku wzięła udział w igrzyskach olimpijskich młodzieży w Lillehammer. Zgłoszona została do czterech konkurencji w narciarstwie alpejskim – w slalomie nie wystartowała, slalomu giganta nie ukończyła, w supergigancie była 25., a w superkombinacji zajęła 16. miejsce.
W lutym 2017 roku uczestniczyła w mistrzostwach świata w Sankt Moritz. Uplasowała się na 55. pozycji w slalomie, natomiast rywalizacji w slalomie gigancie nie ukończyła. W marcu tego samego roku wystartowała w mistrzostwach świata juniorów w Åre. W superkombinacji zajęła 36. miejsce, w zjeździe była 38., w slalomie gigancie 57., nie ukończyła slalomu i supergiganta.
W lutym 2018 roku po raz pierwszy w karierze wystąpiła na zimowych igrzyskach olimpijskich. Podczas ceremonii otwarcia pełniła rolę chorążego reprezentacji Bośni i Hercegowiny. W zawodach alpejczyków w Pjongczangu zaprezentowała się w czterech konkurencjach – w zjeździe zajęła 31. miejsce, w supergigancie 42. miejsce, w slalomie gigancie uplasowała się na 44. pozycji, natomiast w slalomie nie została sklasyfikowana (nie ukończyła pierwszego przejazdu).
Kilkukrotnie wystartowała w zawodach Pucharu Świata. Zadebiutowała 3 stycznia 2017 roku w Zagrzebiu, startując w slalomie, jednak nie ukończyła wówczas pierwszego przejazdu. Po raz pierwszy w zawodach tej rangi sklasyfikowana została 18 stycznia 2019 roku w Cortina d’Ampezzo, plasując się na 45. miejscu w zjeździe.